# Redman
Redman, egentligen Reginald "Reggie" Noble, född 17 april 1970 i Newark, New Jersey, är en amerikansk rappare. Han har även medverkat i filmer, bland annat How High där han hade huvudrollen tillsammans med Method Man, som han också har gjort musik med. Redman är även en spelbar figur i spelet Def Jam: Fight for NY som där går under namnet Doc.
Redman har medverkat på låtar som "Original Prankster" av The Offspring och "Dirrty" av Christina Aguilera.

## Diskografi
Studioalbum
- 1992: Whut? Thee Album
- 1994: Dare Iz a Darkside
- 1996: Muddy Waters
- 1998: Doc's da Name 2000
- 2001: Malpractice[förtydliga]
- 2007: Red Gone Wild: Thee Album
- 2010: Reggie
- 2015: Mudface